# Yussif Raman Chibsah
Yussif Raman Chibsah (Accra, 10 maart 1993) is een Ghanees voetballer die bij voorkeur als defensieve middenvelder speelt. Hij staat onder contract bij het Italiaanse US Sassuolo, waar hij doorstroomde vanuit de eigen jeugdopleiding.

## Clubcarrière
US Sassuolo haalde Chibsah in 2009 weg bij het Ghanese Bechem United. Op 1 september 2012 debuteerde hij voor Sassuolo in de Serie B tegen Crotone. In 2013 promoveerde hij met de club naar de Serie A. In zijn eerste seizoen kwam hij tot 18 competitieduels op het hoogste niveau.